# Figaredo
Figaredo (en asturiano y oficialmente Figareo) es una parroquia del municipio asturiano de Mieres, España y un lugar de dicha parroquia. Tiene alrededor de 2400 habitantes y se encuentra a 4 km de Mieres del Camino.

## Historia
Figaredo debió su crecimiento a la industria hullera del carbón en el valle de Turón desde el siglo XIX. La mayor parte de concesiones mineras de la zona pasaron a formar Minas de Figaredo SA en 1931, profundizando los pozos Figaredo, que estuvieron en activo hasta 2007. Fue una de las minas con mayor actividad en la Historia de Asturias. Esto provocó el crecimiento del lugar de Figaredo y otros núcleos de su parroquia. El patrono de Figaredo es Santiago Apóstol, festividad que se celebra el 25 de julio.
La actividad industrial ha dejado huella en el patrimonio industrial de la zona.

## Patrimonio
- Palacio de los Bernaldo Quiros (s. XVII), declarado Bien de Interés Cultural
- Capilla de San Clemente (siglo XVI-XVII)
- Iglesia de Santa María (siglo XVII-XX)
- Pozo Figaredo, conservado íntegramente
- Chalé de ingenieros para los Figaredo (1924, del arquitecto Bustelo)
- Cuarteles de Figaredo (1921)
- Casino de Figaredo